# Synagoge (Nitra)

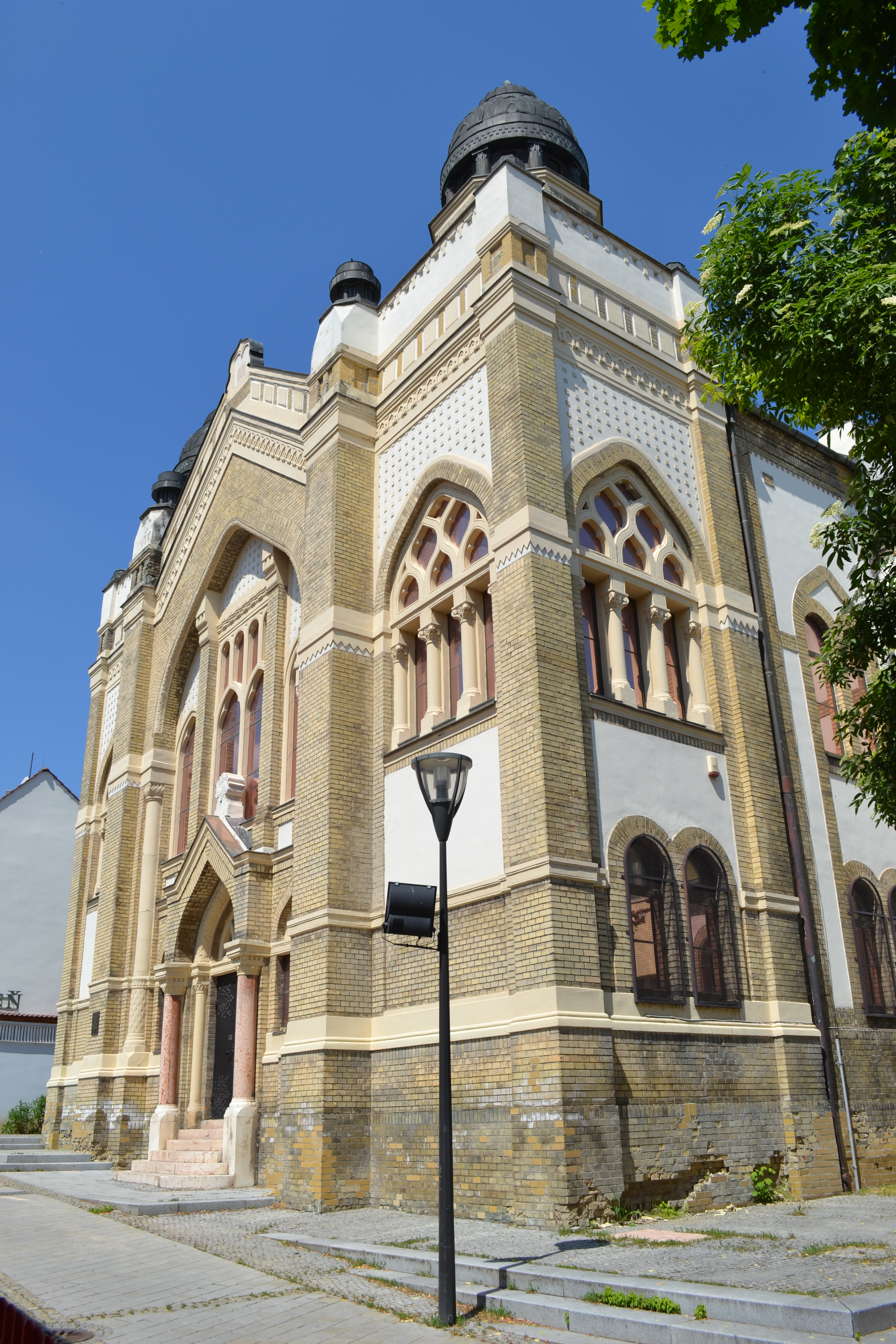
Synagoge in Nitra

Die Synagoge in Nitra, einer slowakischen Stadt im gleichnamigen Bezirk, wurde von 1908 bis 1911 errichtet und bis zum Zweiten Weltkrieg für den Gottesdienst genutzt. Die profanierte Synagoge im Stil des Historismus ist ein geschütztes Kulturdenkmal. Sie befindet sich in der Straße Pri synagoga.
Das Synagogengebäude wurde nach Plänen des Architekten Lipót Baumhorn errichtet. Nach umfassender Renovierung dient das Gebäude heute als Kulturhaus.
Seit 1992 erinnert eine Gedenktafel am Synagogengebäude an den Holocaust.